# Ковінгтон (Оклахома)
Ковінгтон (англ. Covington) — місто (англ. town) в США, в окрузі Гарфілд штату Оклахома. Населення — 472 особи (2020).

## Географія
Ковінгтон розташований за координатами 36°18′27″ пн. ш. 97°35′17″ зх. д. / 36.30750° пн. ш. 97.58806° зх. д. (36.307617, -97.588160).  За даними Бюро перепису населення США в 2010 році місто мало площу 1,07 км², уся площа — суходіл.

## Демографія
Згідно з переписом 2010 року, у місті мешкало 527 осіб у 220 домогосподарствах у складі 144 родин. Густота населення становила 494 особи/км².  Було 255 помешкань (239/км²).
Расовий склад населення:
| - 92,2 % — білих - 3,0 % — корінних американців - 0,2 % — чорних або афроамериканців - 1,3 % — осіб інших рас |

До двох чи більше рас належало 3,2 %. Частка іспаномовних становила 3,0 % від усіх жителів.
За віковим діапазоном населення розподілялося таким чином: 25,6 % — особи молодші 18 років, 55,0 % — особи у віці 18—64 років, 19,4 % — особи у віці 65 років та старші. Медіана віку мешканця становила 41,3 року. На 100 осіб жіночої статі у місті припадало 105,1 чоловіків;  на 100 жінок у віці від 18 років та старших — 88,5 чоловіків також старших 18 років.
Середній дохід на одне домашнє господарство  становив 53 076 доларів США (медіана — 48 750), а середній дохід на одну сім'ю — 59 856 доларів (медіана — 52 344). Медіана доходів становила 50 625 доларів для чоловіків та 30 192 долари для жінок. За межею бідності перебувало 6,4 % осіб, у тому числі 2,8 % дітей у віці до 18 років та 14,3 % осіб у віці 65 років та старших.
Цивільне працевлаштоване населення становило 204 особи. Основні галузі зайнятості: освіта, охорона здоров'я та соціальна допомога — 16,2 %, виробництво — 15,7 %, сільське господарство, лісництво, риболовля — 11,8 %, транспорт — 10,8 %.